# Полковник Сандерс
Гарланд Девід Сандерс (англ. Harland David Sanders; більше відомий як Полковник Сандерс, (англ. Colonel Sanders; 9 вересня 1890 — 16 грудня 1980) — засновник мережі ресторанів швидкого харчування Kentucky Fried Chicken (KFC, «Смажене курча з Кентуккі», «Кентукійське смажене курча»), фірмовим рецептом яких є шматочки смаженої в клярі курки, приправленої сумішшю ароматичних трав і спецій. Його стилізований портрет традиційно зображається на всіх ресторанах його мережі і на фірмових упаковках.

## Біографія

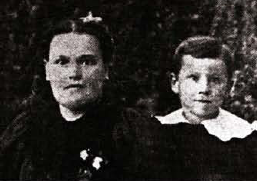
Сандерс у семирічному віці зі своєю матір'ю

Сандерс народився 9 вересня 1890 року в пресвітеріанській сім'ї в містечку Генрівілл штату Індіана. Його батько Вілбур Девід Сандерс помер, коли Гарланду було шість років і, оскільки мати Маргарет Енн Сандерс (до шлюбу Данлеві) працювала, він відповідав за приготування їжі вдома. Він покинув школу в сьомому класі. Коли його мати знову одружилася, Гарланд пішов з дому, бо вітчим бив його. Хлопець підробив дату народження і пішов добровольцем до армії США у віці 16 років. Він відслужив весь термін, закінчивши службу на Кубі. У ранні роки Сандерс працював у багатьох місцях: на пароплаві, страховим агентом, пожежником на залізниці, фермером. У нього був син (помер в ранньому віці) і дві доньки: Маргарет і Мілдред.
У віці 40 років Сандерс почав готувати страви з курки, а також інші страви, для тих, хто зупинявся на його заправній станції в Корбіні (штат Кентуккі). В той час він не мав власного ресторану, тому його клієнтами були в основному жителі прилеглих кварталів. Однак його місцева популярність росла, і незабаром Сандерс перемістився до мотелю з рестораном на 142 місця, який згодом став «Кафе і музеєм Гарланда Сандерса». Протягом наступних дев'яти років він придумував і покращував свій «секретний рецепт» смаження курки під тиском, завдяки якому вона смажиться швидше, ніж на сковорідці. У 1935 році Сандерс отримав почесний титул «Полковник Кентуккі» з рук губернатора Рубі Лаффуна, а в 1950 році — вдруге від губернатора Лоренса Везербі.
З розвитком кар'єри Сандерс почав вести активне соціальне життя, вступив до Rotary Club. Він був масоном, досягнув 33-го масонського градусу шотландського статуту. Був членом благодійної парамасонської організації Shriners.
Близько 1950 року Сандерс почав створювати свій особливий імідж, відрощувати свої фірмові вуса й борідку та носити аристократичний білий костюм з краваткою-стрічкою. Він не надягав нічого іншого в публічних місцях впродовж останніх двадцяти років життя, чергуючи теплий шерстяний костюм взимку і легкий бавовняний — влітку.

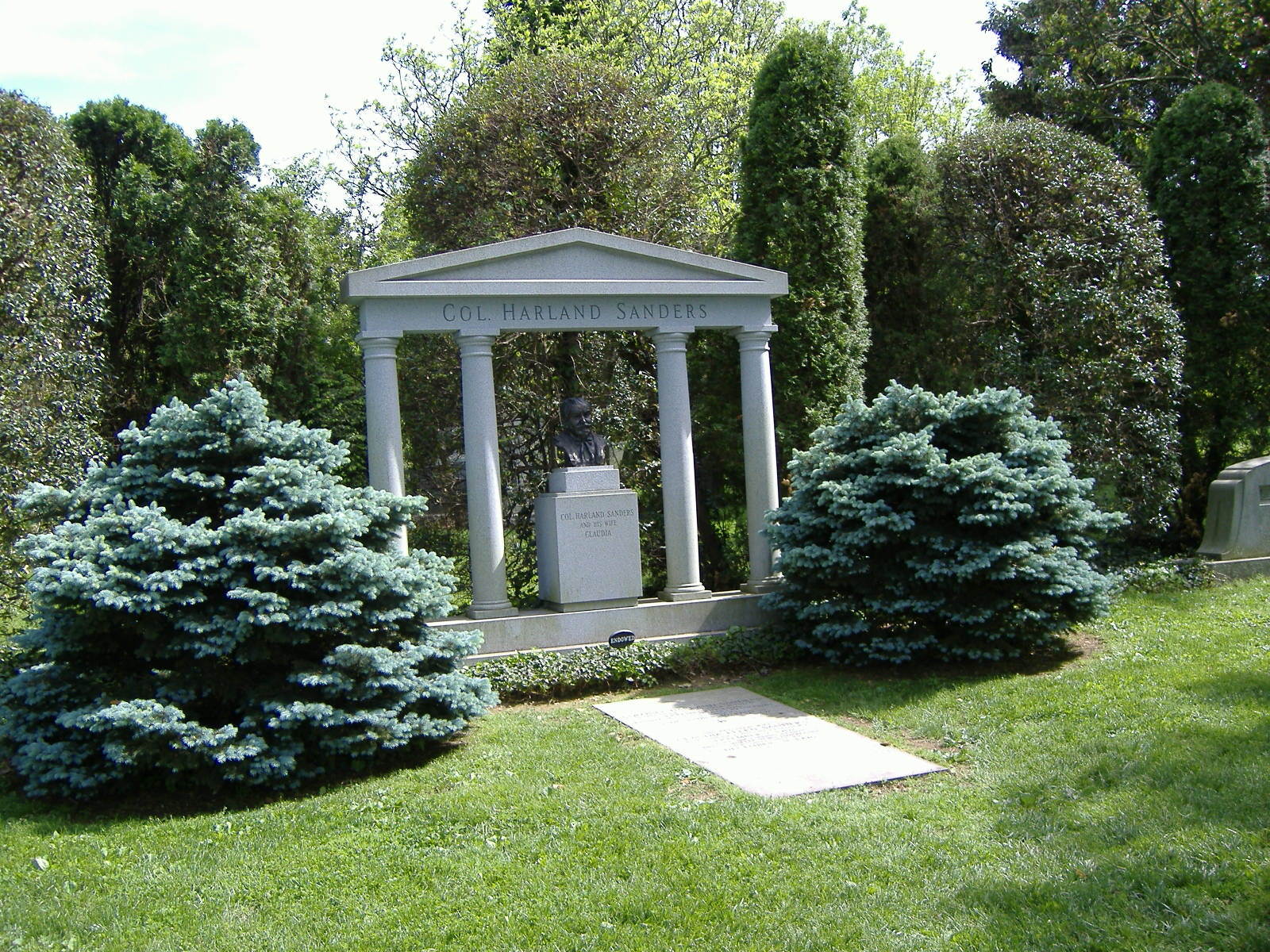
Могила Сандерса в Луїсвіллі

Коли Сандерсу виповнилося 65, його ресторан став терпіти збитки через відкриття нової міжштатної автомагістралі I-75, що скоротила число відвідувачів. Полковник зняв гроші зі свого фонду соціального страхування і почав обходити потенційних франчайзі. Такий підхід виявився успішним, і в 1964 році Сандерс продав KFC Corporation за 2 мільйони доларів компанії бізнесменів з Кентуккі, яку очолював Джон Браун. Угода не включала канадські ресторани. Наступного року полковник переїхав до Канади, щоб контролювати свої канадські франшизи, і продовжував збирати нові. У 1973 році він судився з корпорацією «Г'юблайн» (материнською компанією KFC) через неправильне використання його іміджу при просуванні товарів, які він не розробляв. В 1979 «Г'юблайн» безуспішно судилася з Сандерсом за наклеп, коли він публічно назвав їхню підливку «мулом зі смаком клею для шпалер».
Сандерс помер у Луїсвіллі (Кентуккі) від запалення легень 16 грудня 1980 року. Він хворів гострою формою лейкемії, що була виявлена в червні того ж року. Сандерса поховали в його відомому білому костюмі з тонкою чорною краваткою.